# 硫化银
硫化银（化学式：Ag2S），是银(Ag)的硫化物，标准情况下为黑色立方晶系晶体，难溶于水。自然界中主要以辉银矿和螺状硫银矿存在，也是银与硫化氢气体接触时表面生成的黑斑的主要成分。它有三种变体：单斜的螺硫银，176°C以下稳定；体心立方的辉银矿，176°C以上稳定；以及一种面心立方在586°C以上稳定的变体，它可以导电。
硫和银混合不加热情况下直接化合，氧化银与硫加热生成硫化银和硫酸银，湿气存在下硫酸银被硫转化为硫化银，以及硫代硫酸钠与氧化银、硝酸银和其它可溶银盐反应，生成的硫代硫酸银不稳定分解，或可溶硫化物与银盐作用，都可以作为硫化银的制取途径。硫化银不溶于氨水，但溶于碱金属氰化物和硝酸中。室温空气中它是稳定的，真空加热至350°C时分解，空气中加热至1085°C以下时被氧化为硫酸银。加热时可被氢气还原。
產生：多在溫泉